# Предраг Госта
Предраг Госта (Београд, 14. јануар 1972) српски је диригент и чембалиста.

## Биографија
Завршио је основну школу „Скадарлија“ и Трећу београдску гимназију, као и основну и средњу музичку школу „Мокрањац“. Студирао је на Факултету музичке уметности у Београду до 1996. године, када је отишао у Лондон, где је дипломирао на Тринити колеџу за музику. Након Лондона, наставља своје магистарске студије у Атланти, САД, где је магистрирао на три одсека - соло певање, хорско дириговање и оркестарско дириговање. Усавршавао се на мајсторским курсевима у Европи и САД у дириговању, чембалу и соло-певању.
Предраг Госта је 1998. године основао ансамбл за рану музику Њу Тринити Барок, са ким активно концертира као уметнички директор ансамбла, диригент и чембалиста. Са ансамблом Предраг је остварио велики број компакт-дискова, и наступио је на свим највећим фестивалима за рану музику у САД и шире. Од 2005. до 2006. године са ансамблом је свирао познати британски виолиниста Џон Холовеј, добитник Грамофон награде и два Гремија. Од осталих запажених уметника који су наступали са ансамблом налазе се соло-певачи Евелин Таб и Маријана Мијановић, виолинисткиње Антоанет Ломан и Ингрид Метјуз, блок-флаутисткиња Марион Фербруген, чембалиста Стивен Дивајн, лаутиста Мајкл Филдс и други.